# Pteraster bathami
Pteraster bathami är en sjöstjärneart som beskrevs av Fell 1958. Pteraster bathami ingår i släktet Pteraster och familjen knubbsjöstjärnor.
Artens utbredningsområde är havet kring Nya Zeeland. Inga underarter finns listade i Catalogue of Life.